# Mardor
Mardor est une commune française située dans le département de la Haute-Marne, en région Grand Est.

## Géographie
| Ormancey |        |                |
|          | Mardor | Saint-Ciergues |
| Voisines |        |                |

### Hydrographie
La commune est dans la région hydrographique « la Seine de sa source au confluent de l'Oise (exclu) » au sein du bassin Seine-Normandie. Elle est drainée par la Suize,.
La Suize, d'une longueur de 49 km, prend sa source dans la commune de Courcelles-en-Montagne et se jette  dans la Marne à Chaumont, après avoir traversé onze communes. 

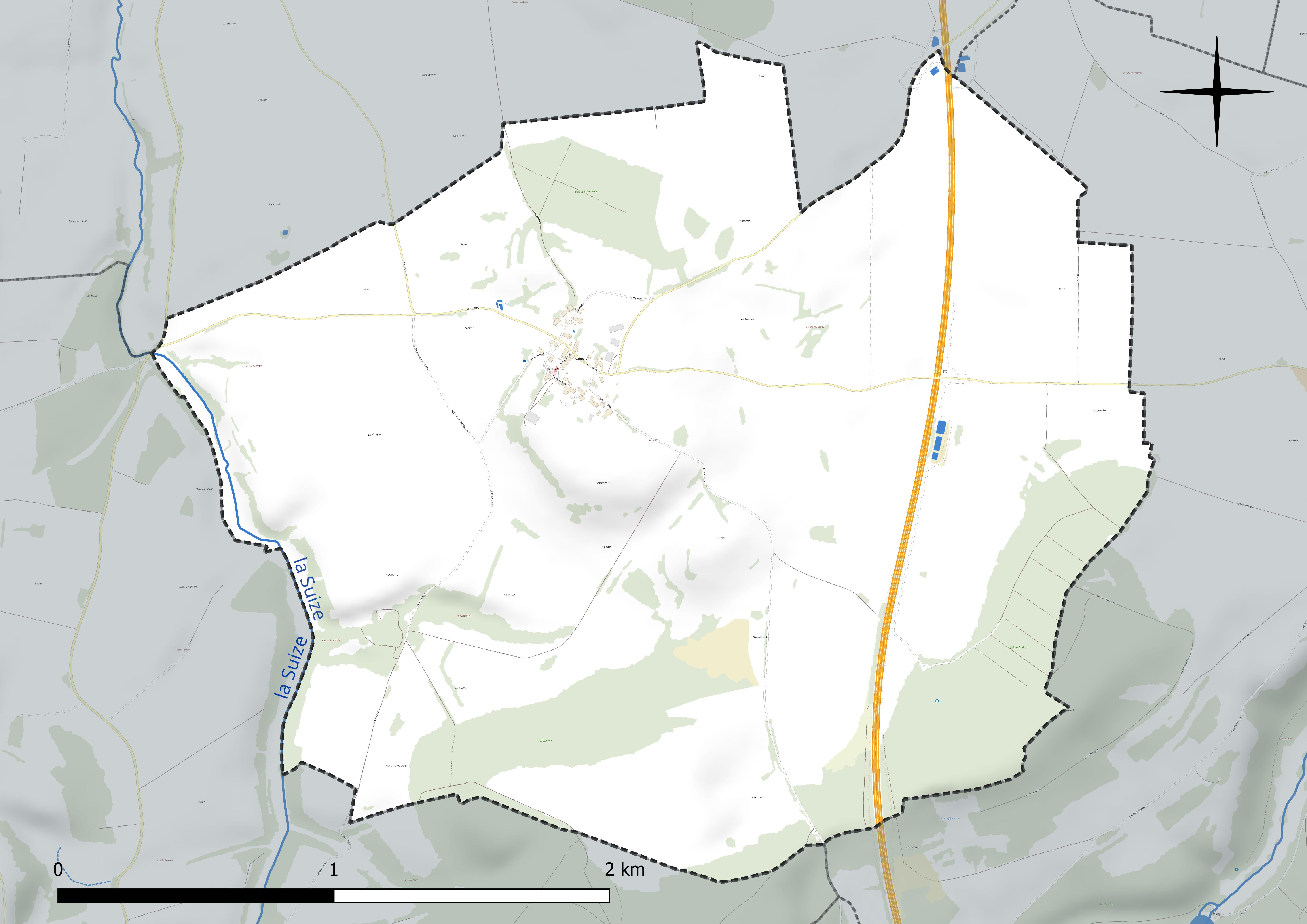
Réseau hydrographique de Mardor.

### Climat
Pour des articles plus généraux, voir Climat du Grand Est et Climat de la Haute-Marne.
En 2010, le climat de la commune est de type climat de montagne, selon une étude du Centre national de la recherche scientifique s'appuyant sur une série de données couvrant la période 1971-2000. En 2020, Météo-France publie une typologie des climats de la France métropolitaine dans laquelle la commune est exposée à un climat océanique altéré et est dans la région climatique  Lorraine, plateau de Langres, Morvan, caractérisée par un hiver rude (1,5 °C), des vents modérés et des brouillards fréquents en automne et hiver. 
Pour la période 1971-2000, la température annuelle moyenne est de 9,3 °C, avec une amplitude thermique annuelle de 16,8 °C. Le cumul annuel moyen de précipitations est de 980 mm, avec 13,5 jours de précipitations en janvier et 9,3 jours en juillet. Pour la période 1991-2020, la température moyenne annuelle observée sur la station météorologique de Météo-France la plus proche, « Saint-loup-sur-aujon_sapc », sur la commune de Saint-Loup-sur-Aujon à 9 km à vol d'oiseau, est de 10,5 °C et le cumul annuel moyen de précipitations est de 918,0 mm. 
La température maximale relevée sur cette station est de 39,9 °C, atteinte le 25 juillet 2019 ; la température minimale est de −22 °C, atteinte le 20 décembre 2009,,. 
Les paramètres climatiques de la commune ont été estimés pour le milieu du siècle (2041-2070) selon différents scénarios d'émission de gaz à effet de serre à partir des nouvelles projections climatiques de référence DRIAS-2020. Ils sont consultables sur un site dédié publié par Météo-France en novembre 2022.

## Urbanisme

### Typologie
Au 1er janvier 2024, Mardor est catégorisée commune rurale à habitat dispersé, selon la nouvelle grille communale de densité à sept niveaux définie par l'Insee en 2022.
Elle est située hors unité urbaine. Par ailleurs la commune fait partie de l'aire d'attraction de Langres, dont elle est une commune de la couronne,. Cette aire, qui regroupe 77 communes, est catégorisée dans les aires de moins de 50 000 habitants,.

### Occupation des sols
L'occupation des sols de la commune, telle qu'elle ressort de la base de données européenne d’occupation biophysique des sols Corine Land Cover (CLC), est marquée par l'importance des territoires agricoles (88,2 % en 2018), une proportion identique à celle de 1990 (88,2 %). La répartition détaillée en 2018 est la suivante : 
terres arables (55,8 %), prairies (24,5 %), forêts (11,8 %), zones agricoles hétérogènes (7,9 %). L'évolution de l’occupation des sols de la commune et de ses infrastructures peut être observée sur les différentes représentations cartographiques du territoire : la carte de Cassini (XVIIIe siècle), la carte d'état-major (1820-1866) et les cartes ou photos aériennes de l'IGN pour la période actuelle (1950 à aujourd'hui).

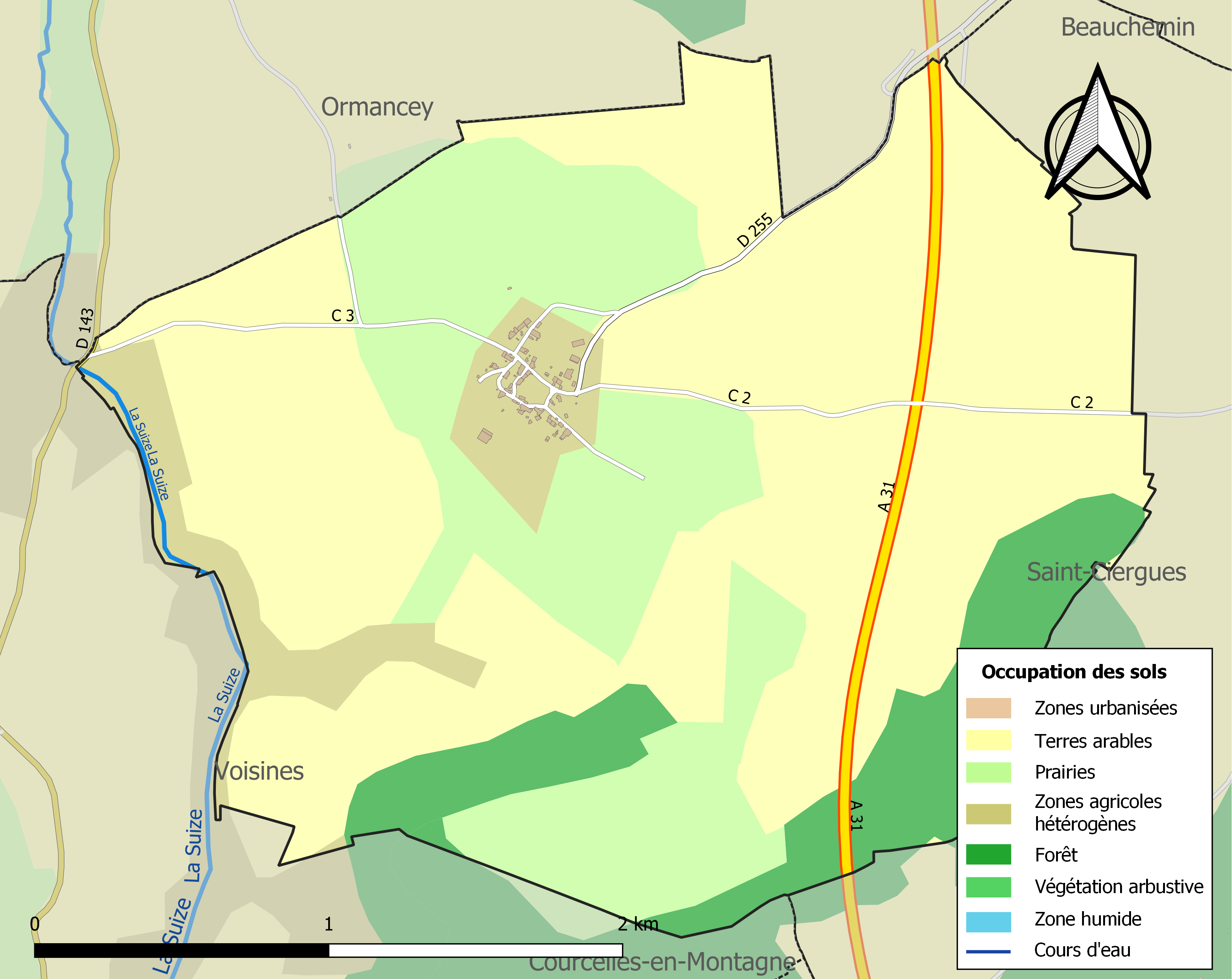
Carte des infrastructures et de l'occupation des sols de la commune en 2018 (CLC).

## Toponymie
Le nom de la localité est attesté sous les formes Mardo (1188) ; Mardotum (1264) ; Mardetum (1264) ; Mardou (1264) ; Mardoul (1382) ; Mardot (1496) ; Mardor (1675).

En général, les toponymes commençant par Mard-, Merd- évoquent un cours d'eau aux eaux sales. Les toponymes Mardor sont parfois d'anciens Mardoux ou Mardeaux. Il s'agit de contrées marécageuses. 

## Histoire
« Les manants de Mardor, hommes de l'évêque, n'avaient pas le droit de parcours à Chaumont. Plusieurs d'entre eux ayant avoué, en 1261, avoir contrevenu en ce point au droit de l'évêque, leur seigneur, leurs terres furent saisies ; mais peu après l'évêque, touché de compassion, les leur revendit à bon compte, à savoir : à Constance, Lambert et Gérard, frères, 50 livres lingonnes; à Jean, fils de Raoul, 40 livres; à Pierre Courtachon, 40 livres; à Jean Bouche-de-Lièvre, 20 livres. »

L’Abbé Roussel « Le diocèse de Langres » -Tome IV - 1879

## Politique et administration

### Liste des maires
| Période                                  | Période  | Identité            | Étiquette | Qualité |
| ---------------------------------------- | -------- | ------------------- | --------- | ------- |
| Les données manquantes sont à compléter. |          |                     |           |         |
| avant 1988                               | 2014     | Gilbert Ramaget     |           |         |
| mars 2014                                | En cours | Jean-Pierre Ramaget |           |         |

## Population et société

### Démographie
L'évolution du nombre d'habitants est connue à travers les recensements de la population effectués dans la commune depuis 1793. Pour les communes de moins de 10 000 habitants, une enquête de recensement portant sur toute la population est réalisée tous les cinq ans, les populations de référence des années intermédiaires étant quant à elles estimées par interpolation ou extrapolation. Pour la commune, le premier recensement exhaustif entrant dans le cadre du nouveau dispositif a été réalisé en 2005.

En 2022, la commune comptait 57 habitants, en évolution de +16,33 % par rapport à 2016 (Haute-Marne : −4,62 %, France hors Mayotte : +2,11 %).
| 1793 | 1800 | 1806 | 1821 | 1831 | 1836 | 1841 | 1846 | 1851 |
| ---- | ---- | ---- | ---- | ---- | ---- | ---- | ---- | ---- |
| 140  | 160  | 144  | 139  | 140  | 146  | 139  | 161  | 157  |

| 1856 | 1861 | 1866 | 1872 | 1876 | 1881 | 1886 | 1891 | 1896 |
| ---- | ---- | ---- | ---- | ---- | ---- | ---- | ---- | ---- |
| 155  | 155  | 137  | 137  | 128  | 121  | 136  | 124  | 116  |

| 1901 | 1906 | 1911 | 1921 | 1926 | 1931 | 1936 | 1946 | 1954 |
| ---- | ---- | ---- | ---- | ---- | ---- | ---- | ---- | ---- |
| 99   | 104  | 106  | 89   | 78   | 75   | 75   | 70   | 53   |

| 1962 | 1968 | 1975 | 1982 | 1990 | 1999 | 2005 | 2006 | 2010 |
| ---- | ---- | ---- | ---- | ---- | ---- | ---- | ---- | ---- |
| 51   | 46   | 43   | 38   | 57   | 54   | 58   | 59   | 67   |

| 2015 | 2020 | 2022 | - | - | - | - | - | - |
| ---- | ---- | ---- | - | - | - | - | - | - |
| 50   | 56   | 57   | - | - | - | - | - | - |

## Culture locale et patrimoine

### Lieux et monuments
Église Notre-Dame-de-l'Assomption. Édifice du XIIIe siècle, en partie reconstruit au XIXe, après un violent incendie. Le bâtiment à vaisseau unique subdivisé en deux travées s'achève sur un chevet plat. Le clocher consiste en une tour-porche couronnée d'une flèche polygonale.